# TJARK (Sänger)
TJARK (* in der Nähe von Bonn) ist ein deutscher Sänger und Songwriter, der südlich von Berlin aufgewachsen ist und in Hamburg lebt.

## Werdegang
Als Kind von einer Tanzlehrerin und einem Tanzlehrer, kam TJARK schon sehr früh mit Musik in Berührung. Mit etwa sechs Jahren begann er mit klassischem Klavierunterricht; später lernte er auch Gitarre. Im Alter von 15 bewarb sich TJARK bei The Voice Kids, schaffte es aber nicht bis zu den Blind Auditions.
Um professionelles Equipment kaufen zu können, machte er Straßenmusik und verdiente so zunächst Geld für einen Verstärker und später auch für sein eigenes Homestudio. Nach seinem Abitur schrieb und produzierte er schließlich erste eigene Songs in seinem Kinderzimmer. Kurz vor seiner Aufnahmeprüfung an der Popakademie in Mannheim unterschrieb er seinen ersten Plattenvertrag bei LEAs Label Treppenhaus Records und entschied sich dafür, das Studium vorerst zu verschieben.
Seine Debütsingle schon okay erschien Anfang 2023. Nach der Veröffentlichung seiner EP bunte farben im März 2024, führte ihn seine erste Solotour Wir kommen hier im Nimmerland durch Deutschland. Im Sommer desselben Jahres spielte er unter anderem auf dem Juicy Beats, Rocken am Broken und Superbloom-Festival. Im Oktober wurde er mit dem New Faces Award 2024 der Zeitschrift Bunte in der Kategorie Best Newcomer ausgezeichnet.
Seine zweite Solotour führte ihn im März 2025 durch Deutschland, Österreich und die Schweiz.
Seinen Musikstil beschreibt er selbst als Indie- und Folk-Pop.

## Diskografie
Alben/EPs
- 2024: bunte farben (Treppenhaus Records / Sony Music)

Singles
- 2023: schon okay (Sick & Tired / Treppenhaus Records / Sony Music)

- 2023: moodswings (Sick & Tired / Treppenhaus Records / Sony Music)
- 2023: nimmerland (Sick & Tired / Treppenhaus Records / Sony Music)
- 2024: TRÜMMER; mit Luvre47 und Disarstar (A Million / Groove Attack)
- 2024: aneinander vorbei (Sick & Tired / Treppenhaus Records / Sony Music)
- 2024: aneinander vorbei (Sick & Tired / Treppenhaus Records / Sony Music)
- 2024: lauf (Sick & Tired / Treppenhaus Records / Sony Music)
- 2024: ganz nach vorn; mit Dani Lia (Sick & Tired / Treppenhaus Records / Sony Music)
- 2024: gewinner_v2 (Sick & Tired / Treppenhaus Records / Sony Music)
- 2024: Wenn du mich lässt; mit ALLESS. (Polydor)
- 2025: spiel mit mir (Sick & Tired / Treppenhaus Records / Sony Music)
- 2025: junge (Sick & Tired / Treppenhaus Records / Sony Music)

## Auszeichnungen
- New Faces Award 2024 in der Kategorie Best Newcomer[8]